# ستيفاني إدواردز
ستيفاني إدواردز (بالإنجليزية: Stephanie Edwards)‏ هي مغنية أمريكية، ولدت في 5 نوفمبر 1987 في سافانا في الولايات المتحدة.

## وصلات خارجية
- ستيفاني إدواردز على موقع IMDb (الإنجليزية)
- ستيفاني إدواردز على موقع ميوزك برينز (الإنجليزية)